# Безпоршневі відсаджувальні машини
Безпоршневі відсаджувальні машини — різновид відсаджувальної машини.
При збагаченні вугілля повітряно-пульсаційні відсаджувальні машини витиснули машини інших конструкцій. Для збагачення коксівного і енергетичного вугілля в Україні використовуються відсаджувальні машини вітчизняного виробництва МО-208-1, МО-312-1, МО-318-1, МО-424-1 і МО-636-1, а для збагачення антрацитів — машини ОМА-8 і ОМА-10. Ці машини застосовують для відсадки крупних і дрібних класів, ширококласифікованого і некласифікованого вугілля.
Для збагачення руд серійно випускаються безпоршневі відсаджувальні машини двох типів — ОПМ для відсадки дрібного матеріалу (до 4 мм) і ОПС — для відсадки матеріалу середньої крупності (до 30 мм). Крім того, виготовляється також машина МОБК-8С для збагачення матеріалу крупністю понад 30 мм. Відсаджувальні машини складаються з двох — п'яти камер (секцій) з площею кожної камери 1,25 або 2 м2.

## Безпоршневавідсаджувальна машинатипу МО

### Конструкція
Складається з корпусу 10, розділеного на три (або два) відділення: завантажувальне І, проміжне ІІ, розвантажувальне ІІІ. Кожне відділення розділене на секції з повітряними камерами 8, розташованими під щілинними решетами 9. Решета (робочі поверхні) можуть бути поліетиленовими або сталевими штампованими.
Наприкінці кожного відділення є розвантажувальна камера 12, у верхній частині якої встановлений шибер 5 для регулювання висоти порога перед наступним відділенням. У нижній частині камери 12 знаходиться ро-торний розвантажувач 3 із шибером 4, що призначений для регулювання розміру щілини перед розвантажувачем у залежності від крупності матеріалу, який вивантажується. На бічній частині машини розташовані повітря-ні колектори 1 (по одному на кожне відділення). Кожен колектор укомпле-ктований двома пульсаторами 2 клапанного (або роторного) типу, що при-значені для періодичного впуску повітря в повітряні камери 8 і випуску повітря з них. Поруч на бічній стінці змонтований водяний колектор, з якого по трубах в машину подається підрешітна вода, витрати останньої регулюються шиберами. Регулювання процесу вивантаження важких фракцій здійснюють спеціальною системою автоматичного регулювання (САР) за висотою шару важкої фракції, яка контролюється поплавковим датчиком 7. Регулятор рівня збільшуючи, або зменшуючи швидкість вива-нтаження важких фракцій, забезпечує стабільне задане значення висоти шару важкої фракції на ситі, що у свою чергу є фактором стабілізації гідродинамічного режиму відсадки.

### Функціонування
При збагаченні вугілля у відсаджувальних машинах типу МО розділення матеріалу здійснюється на три кінцевих продукти — концентрат, промпродукт і відходи.
Процес відсадження здійснюється в такий спосіб. Вихідний матеріал подається в завантажувально-знешламлювальний пристрій, з якого він разом із транспортною водою подається на решето 9 завантажувального відділення відсаджувальної машини. У результаті пульсацій води матеріал при переміщенні уздовж машини розшаровується за густиною.
Важкий продукт по решету переміщається до розвантажувальної камери 12, звідки роторним розвантажувачем 3 вивантажується в лійку 11 і далі зневоднюючим елеватором видається з машини. Привод 6 роторного розвантажувача зв'язаний із системою автоматичного регулювання рівня постелі 7 і частота його обертання автоматично змінюється в залежності від товщини шару важких фракцій на решеті.
Легкий продукт разом із транспортною водою переливається через регульований шибером 5 зливний поріг розвантажувального відділення відсаджувальної машини і по жолобу направляється на операцію зневоднення, передбачену технологічною схемою.
Залежно від складу збагачуваного вугілля промпродукт проміжного відділення додається або у елеватор завантажувального відділення, або у елеватор розвантажувального.
У відсаджувальних машинах типу МО для розвантаження важких фракцій засосовується Автоматичний регулятор рівня електричної дії типу АРУ.

## Відсаджувальні машини типу ОМА

Відсаджувальні машини типу ОМА двоступінчасті і на відміну від машин МО для збільшення амплітуди пульсацій мають повітряні камери збільшеної ємності. Вони призначені для збагачення антрацитів з верх-ньою межею крупності до 250 мм при густині розділення до 2000 кг/м³.
Відсаджувальне решето першого відділення відсаджувальних машин ОМА-8 встановлюється під кутом 5°, машин ОМА-10 — під кутом 3º, решето другого відділення встановлюється горизонтально.
Розвантаження важких продуктів здійснюється за допомогою секторного затвора. При цьому застосовується Автоматичний регулятор рівня пневматичної дії.
При збагаченні антрацитів у відсаджувальних машинах типу ОМА розділення матеріалу здійснюється на два кінцевих продукти — концентрат і відходи.
Технічні характеристики відсаджувальних машин типу МО і ОМА

## Відсаджувальна машина типу МОШ
Двоступінчаста і призначена для збагачення крупнозернистого шламу різних марок вугілля з виділенням двох (на енергетичному вугіллі) або трьох (на коксівному вугіллі) продуктів. Машина МОШ може використовуватись з природною і штучною постіллю. Розвантаження важких продуктів здійснюється пристроями спеціальної конструкції.
Машина МОШ може використовуватись також при збагаченні руд.

## Відсаджувальна машина ОПМ-13

Відсаджувальна машина ОПМ-13 (рис.) складається з трьох окремих камер 1. Решета 2 в камерах установлені на дерев'яних брусах і мають трафарети 3 для укладки штучної постелі.
Під решетами розташовані вертикальні труби 4 з дифузорами 5, що примикають до них. Повітря під тиском через пульсатори 6 роторного типу надходить у повітряні камери 7 (простір між трубами) і приводить воду в коливальний рух.
Рівномірність розташування труб з дифузорами забезпечує рівномірність пульсуючого потоку води в машині. Розвантаження дрібних фракцій важких продуктів здійснюється крізь штучну постіль і потім через насадки в пірамідальних відсіках під трубами. Легкий продукт видаляється через зливний поріг у кінці машини.
Машини ОПМ-12, ОПМ-14 і ОПМ-15 мають аналогічну конструкцію і відрізняються від ОПМ-13 тільки числом камер.

## Відсаджувальна машина МОБК-8С
Відсаджувальна машина МОБК-8С також має аналогічну конструкцію. Відсаджувальне відділення цієї машини складається з двох секцій: першої площею 3 м2, і другої — 5 м2. Решета установлені під кутом 1–2°. Розмах коливань води регулюється кількістю подаваного повітря. Машина обладнана автоматичним пристроєм 8 для випуску важких продуктів. Машина МОБК-8С виготовляється за індивідуальним замовленням.

## Відсаджувальна машина ОПМ-22

Відсаджувальна машина ОПМ-22 (рис.) має бокове розташування повітряних камер, які відділені від відсаджувального відділення подовжньою перегородкою.
Корпус 1 машини складається з двох окремих уніфікованих камер, кожна з яких має знімну касету з відсаджувальним решетом 2. Касета установлюється на опорних дерев'яних брусах і закріплюється болтами. У нижній частині камери змонтовані розвантажувальні насадки 7 або гідроциклони. Пульсації води створюються роторними пульсаторами 5. Частоту пульсацій повітря регулюють змінними шківами привода 6 пульсатора, а витрати повітря — заслінками 4. Машина обладнана автоматичним пристроєм (датчиком завантаження), що забезпечує відключення подачі повітря і зупинку машини при відсутності живлення протягом 10 хв. і більше.
Аналогічну конструкцію мають машини ОПМ-23 — ОПМ-25 з числом камер від 3 до 5.

## Відсаджувальна машина ОПС-13

Відсаджувальна машина ОПС-13 (рис.) має підрешітне розташування повітряного відділення і три прямотечійні відсаджувальні камери 1, що змонтовані по довжині машини.
Повітряні камери розташовані по периметру відсаджувального відділення. Решета 2 установлені на дерев'яних підставках, що дозволяє змінювати їх кут нахилу. Машина обладнана автоматичним пристроєм для розвантаження важких фракцій, що включає шибер 3, який перекриває донну горизонтальну щілину, і авторегулятор 6 з поплавковим датчиком. Розвантаження важких продуктів виконується лопатевими розвантажувачами 10. Машина оснащена уніфікованими повітряними пульсаторами 5, що дозволяють змінювати частоту пульсацій і цикл відсадки.
Машини ОПС виготовлюються також з двома (ОПС-12) і чотирма (ОПС-14) камерами, а також з чотирма камерами більшої ширини (ОПС-24).
Технічні характеристики відсаджувальних машин ОПМ і ОПС

## Зарубіжні безпоршневі відсаджувальні машини
Зарубіжні безпоршневі відсаджувальні машини за конструкцією мають багато спільного з вітчизняними машинами. В них використовуються секційність і уніфікованість, підрешітне і бокове розташування повітряних камер, автоматичне регулювання розвантаження важких продуктів, пульсатори з плавним регулюванням амплітуди і частоти пульсацій.
Відсаджувальні машини випускаються фірмами «Пік» (Франція), «Ведаг» (Німеччина), «Такуб» (Японія) та ін.
- Відсаджувальні машини фірми «Пік» (Франція) мають бокове розташування повітряних камер і характеризуються витратами води 4 — 5 м³/т, повітря 15 — 20 м³/т, електроенергії 1 — 1,3 кВт·год/т. Питома продуктив-ність 5 — 7 т·год/м².

- Відсаджувальні машини фірми «Ведаг» (Німеччина) мають підрешітне розташування повітряних камер і характеризуються витратами води 1,5 — 2 м³/т, повітря 9 — 11 м³/т. Питома продуктивність 10 — 15 т/год·м².

- Відсаджувальні машини типу ОМ (Польща) призначені для збагачення дрібного вугілля (класу 0,5 — 13 мм), мають підрешітне розташуван-ня повітряних камер і характеризуються витратами води 2,5 — 5 м³/т, повітря 7 — 15 м³/т. Машини випускаються чотирьох типорозмірів з площею від-садки від 8 до 24 м² і відповідно продуктивністю від 150 до 600 т/год. Для збагачення крупного вугілля (класу 0,5 — 50 мм) призначені машини типу OZ з площею відсадки від 8 до 36 м² і питомою продуктивністю до 25 т/год·м².

- Відсаджувальні машини «Такуб» (Японія) призначені для збагачення дрібного і крупного вугілля. Вони мають під відсаджувальним решетом 12 вузьких повітряних камер. Сумарна площа поперечного перетину повітряних камер приблизно в два рази менше площі відсадки. Підрешітна вода подається в нижню частину повітряних камер. Регулювання числа пульсацій здійснюється ступінчасто за допомогою варіатора швидкостей. Продуктивність відсаджувальних машин типу «Такуб» становить від 50 до 340 т/год.

- У відсаджувальних машинах «Батак» («Баум-Такуб») суміщені відсаджувальне відділення машини «Баум» з удосконаленим повітряним відділенням машини «Такуб». На відміну від машини «Такуб» число повітряних камер зменшене за рахунок їхньої більшої ширини. Коливання води здійснюється клапанними пульсаторами з електронним пристроєм, що забезпечує зміну числа пульсацій від 40 до 70 хв–1. Розвантаження важких продуктів здійснюється автоматичним шиберним пристроєм з гідравлічним приводом. Управління приводом здійснюється САР на основі стабілізації рівня шару важкої фракції, який відстежується поплавковим датчиком. При збагаченні дрібного вугілля застосовується комбінований спосіб розвантаження (через спеціальний розвантажувач і решето машини). Відсаджувальні машини типу «Батак» випускаються з робочим відділенням шириною від 5 до 7 м і площею відсадки до 36 м². Продуктивність по крупному вугіллю досягає 325 т/год, по дрібному вугіллю — 540 т/год при достатньо високій точності розділення.